# Tjeckoslovakiens kommunistiska parti
Tjeckoslovakiska kommunistpartiet (Tjeckiska/Slovakiska: Komunistická strana Československa) var ett kommunistiskt parti verksamt i Tjeckoslovakien 1921-1990. Under åren efter andra världskriget hade partiet uppemot två miljoner medlemmar, vilket gjorde KSČ till det största kommunistpartiet utanför  Sovjetunionen. Partiet styrde landet mellan 1948 och 1989 som en kommunistisk enpartistat under Tjeckoslovakiens tid som del av östblocket och Warszawapakten och mellan 1960 och 1989 var kommunistpartiet det enda tillåtna partiet i Tjeckoslovakien. Partiet tvingades dock att ge upp sitt maktanspråk efter den så kallade sammetsrevolutionen under hösten och vintern 1989 då ett omfattande folkligt missnöje med kommunistpartiets styre tvingade fram en övergång till borgerlig demokrati och marknadsekonomi.

## Ledare
- Bohumil Jílek (1921-1929)
- Klement Gottwald (1929-1953)
- Antonín Novotný (1953-1968)
- Alexander Dubček (1968-1969)
- Gustáv Husák (1969-1987)
- Miloš Jakeš (1987-1989)
- Karel Urbánek (1989)
- Ladislav Adamec (1989-1990)

### Fotnoter
1. ↑  ”Communist Party of Czechoslovakia” (på engelska). Photius. 1 augusti 1987. http://www.photius.com/countries/slovakia/society/czechoslovakia_society_the_communist_party_~774.html. Läst 1 december 2015.